# Bonvicino
Bonvicino ist eine kleine Gemeinde in der italienischen Provinz Cuneo, Region Piemont.

## Lage und Einwohner
Bonvicino liegt 55 km nordöstlich von der ProvinzhauptstadtCuneo in der Weinregion und hat 98 Einwohner (Stand 31. Dezember 2023). Zur Gemeinde zählt auch die Fraktion (Frazioni) Lovera.
Die Nachbargemeinden sind Belvedere Langhe, Bossolasco, Dogliani, Murazzano und Somano.

## Geschichte
Der Ortsname, der in einem Dokument aus der zweiten Hälfte des 12. Jahrhunderts in der Form „Bonovicino“ erscheint, leitet sich vom Anthroponym BONUSVICINUS ab, dessen klare Bedeutung mindestens seit Beginn des 13. Jahrhunderts belegt ist. Es gibt keine genauen Informationen über die ersten Ereignisse des Dorfes und auch seine Ursprünge sind ungewiss. Die einzigen sicheren Daten stammen aus dem Mittelalter, als es von den Markgrafen von Monferrato an die Visconti überging, die es 1432 gewaltsam besetzten. Nach zahlreichen Ereignissen, die nur zu Konflikten führten, ging das Lehen an die Familie von Domenico Belli, Großkanzler von Savoyen, und an die Familie Corte über.

## Sehenswürdigkeiten
Die Präsenz von Denkmälern ist dürftig. Tatsächlich gibt es keine Gebäude von großem historisch-architektonischen Wert, mit Ausnahme der Pfarrkirche und der Überreste der alten Burg, die auf dem Panoramaplateau des Lovera-Gebiets sichtbar ist.

## Weinbau
In Bonvicino wird in beschränktem Maße Weinbau betrieben. Die Beeren der Rebsorten Spätburgunder und/oder Chardonnay dürfen zum Schaumwein Alta Langa verarbeitet werden.